# 公海 (僧)
公海（こうかい、慶長12年12月12日（1608年1月29日） - 元禄8年10月16日（1695年11月22日））は、江戸時代前期の天台宗の僧。父は花山院忠長。母は本願寺教如の娘。師の天海の没後に日光山貫主を継承する。

## 略歴
1620年（元和6年）天海僧正の門に入る。1643年（寛永20年）に天海が没するとその法をついで東叡山寛永寺に住し、天台宗の総本山である比叡山・徳川家康を祀る東照宮のある日光山を管理下に置いて天台宗一宗を管領するようになった。1647年（正保4年）に僧正に任じられ、翌1648年（正保5年）には大僧正に就任した。後に守澄法親王に三山の管理者の地位を譲った。天海の遺志をつぎ山科（現在：京都市山科区）毘沙門堂を復興している。